# Vizcondado de Urtx
Vizcondado que surge por división del vizcondado de Cerdaña entre los hijos de Ramón II de Cerdaña, cerca del 1070. Bernardo Bernardo de Urtx está atestiguado con el título vizcondal en 1081. El título subsistió hasta 1130, pasando después a ser señores de Urtx. Emparentados con los señores de Mataplana, los Urtx adquirieron Pallars donde constituyeron la última dinastía condal. 
Su actual titular es Alejandro Jou y Sambucy de Sorgue, miembro de la noble familia francesa Sambucy
- Datos: Q9094643